# ユーリー・マムレーエフ

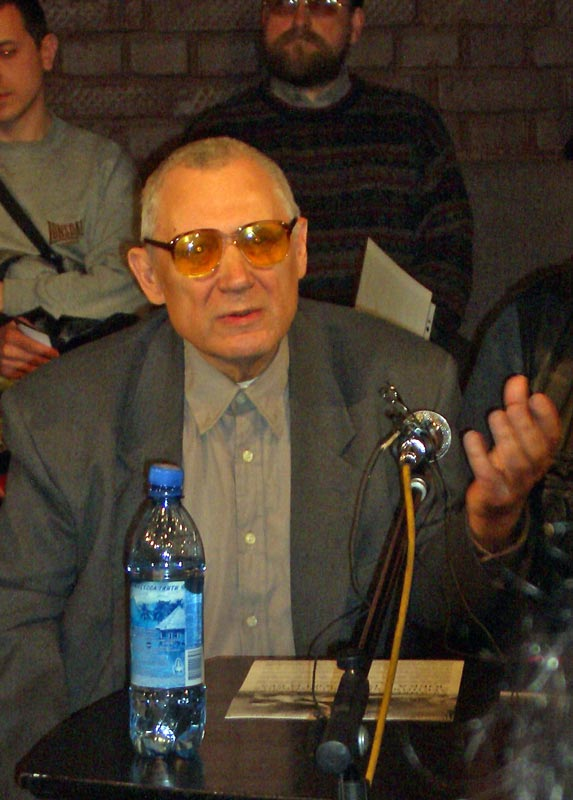
ユーリー・マムレーエフ

ユーリー・ヴィターリエヴィチ・マムレーエフ（Ю́рий Вита́льевич Мамле́ев、1931年12月11日 - 2015年10月25日）は、ロシアの小説家、詩人。
文学に「メタフィジック・リアリズム」の潮流をうみだした。作品は複数の言語に翻訳されている。

## 経歴
モスクワ出身。精神医学の教授を父にもつ。1955年に林業大学を卒業。1974年まで数学の教師をしていた。マムレーエフの人生は実に地下室的であったといえる。1953年ごろから、インド哲学や神智学、オカルティズムに傾倒しはじめる。その頃の彼の部屋は、気のあう作家や芸術家たちの社交場であった。当時のソ連において、オカルティズムにもとづいた著作を地下出版し、1973年までに百篇を超える散文作品を書いている。地下出版界には、彼のテクストや彼による朗読を記録したカセットテープがあふれた。
1974年の夏に亡命許可を取得した。1983年までアメリカで過ごし、その後パリへと移る。初めて作品が公表されたのは1975年。アメリカ移住後の1980年に、英語による作品集『地獄の空』を出版している。1985年には「モスクワのギャンビット」を書き上げ、1960年代モスクワの地下サークルについて初めて言及した。しかし、1966年から1968年に書かれた長編小説『穴持たずども』は出版する会社を見つけるのに20年以上かかり、彼がロシアへ帰ったのも1991年のことである。
2015年10月25日、モスクワにて死去。

## 主な受賞歴
アンドレイ・ベールイ賞、1993年

## 邦訳書
- 『穴持たずども』松下隆志 訳、白水社、2024年。ISBN 9784560093924